# Municipio 157-30
El municipio 157-30 (en inglés: Township 157-30) es un municipio ubicado en el condado de Lake of the Woods en el estado estadounidense de Minnesota. En el año 2010 tenía una población de 1 habitante y una densidad poblacional de 0,01 personas por km².

## Geografía
El municipio 157-30 se encuentra ubicado en las coordenadas 48°23′40″N 94°31′20″O / 48.39444, -94.52222. Según la Oficina del Censo de los Estados Unidos, el municipio tiene una superficie total de 93.1 km², de la cual 93.1 km² corresponden a tierra firme y (0%) 0 km² es agua.